# Director de tecnologia
El director de tecnologia (de l'anglès chief technical officer o chief technology officer, abreujat com CTO) és una posició executiva dins d'una organització en el qual la persona que ostenta el títol es concentra en assumptes tecnològics i científics. Sovint, el CTO és capdavanter d'un grup tècnic en una companyia, particularment construint productes o creant serveis que donen cos a tecnologies específiques de la indústria. En alguns casos el CTO a més maneja el treball de recerca i desenvolupament en les organitzacions.
No existeix una definició compartida comuna de la posició del CTO o les responsabilitats d'aquesta persona. En les companyies joves típicament existeix un conjunt de tasques tècniques pel CTO, mentre que en un conglomerat internacional pot requerir-se que el CTO es faci càrrec de l'intercanvi amb representants de governs estrangers o organitzacions industrials.
Es creu que la posició va emergir en la dècada de 1980 a partir del director d'investigació i desenvolupament, i que va tenir un ús significatiu en el boom dot-com durant l'època dels 1990. Aquesta època també va donar a llum una altra definició més per a la posició. En algunes companyies, el CTO és simplement com el CIO. En unes altres, el CIO reporta al CTO. També es coneix sobre CTOs que treballen en Departaments de Tecnologia de la Informació IT i reporten al CIO. En el cas que el CTO reporta al CIO, el CTO sovint maneja els detalls més tècnics dels productes de tecnologies de la informació i la seva implementació. Malgrat la diversitat del rol de CTO, aquest executiu del departament tecnològic es va convertint de forma incremental en el sènior tecnològic de l'organització, responsable de preveure tendències tecnològiques actuals, i més important encara, de desenvolupar la visió tecnològica per als negocis.

Quan se li va preguntar que és un CTO a Nathan Myhrvold, l'anterior CTO de Microsoft i cap de la seva massiva organització de desenvolupament, va replicar: 
| « | Que dimonis vaig a saber. Saps, quan Bill [Gates] i jo discutíem sobre que faria en aquest treball, en un moment va dir, 'Ok, quins són els millors exemples de CTOs reeixits?' Després de prop de 5 minuts decidim que, bé, ha d'haver-hi algun, però que no teníem en la punta de la llengua exactament qui era un bon CTO, perquè moltes persones que eren bons CTOs no tenien aquest títol, i que almenys algunes d'aquestes persones que tenien el títol discutidament no eren bons en el mateix. El meu treball en Microsoft és preocupar-me sobre la tecnologia en el futur. Si vostè vol tenir un bon futur ha de començar pensant sobre ell en el present perquè quan el futur arriba no tindrà temps. | » |

## Responsabilitats
En la pràctica, el CTO pot tenir més responsabilitats que manejar un marc d'Investigació i desenvolupament o projectes de producció. Aquesta persona pot reportar al CIO (o viceversa) i brindar una veu tècnica a la planificació estratègica d'una companyia. CTOs com Greg Papadopoulos de Sun Microsystems i Padmasree Warrior previ CTO de Motorola treballen en conjunt amb el CEO per ajudar a determinar els tipus de productes en els quals a la companyia convé enfocar-se.